# 클라우스 톡스비
클라우스 톡스비(Claus Toksvig, 1929년 8월 22일 ~ 1988년 11월 4일)는 덴마크의 텔레비전 진행자이다.